# Hancock (Automobilhersteller)
Hancock war ein US-amerikanisches Unternehmen.

## Unternehmensgeschichte
William C. Hancock stammte aus England. Gegen Ende des 19. Jahrhunderts zog er nach Concord in Massachusetts. Er betrieb eine mechanische Werkstätte. Zu den Produkten, die er herstellte und reparierte, gehörten Rasenmäher, Fahrräder sowie 1901 auch Automobile. Der Markenname lautete Hancock.
Es ist nicht bekannt, wann das Unternehmen aufgelöst wurde.

## Kraftfahrzeuge
Die Personenkraftwagen waren Elektroautos.